# Terra Sabaea

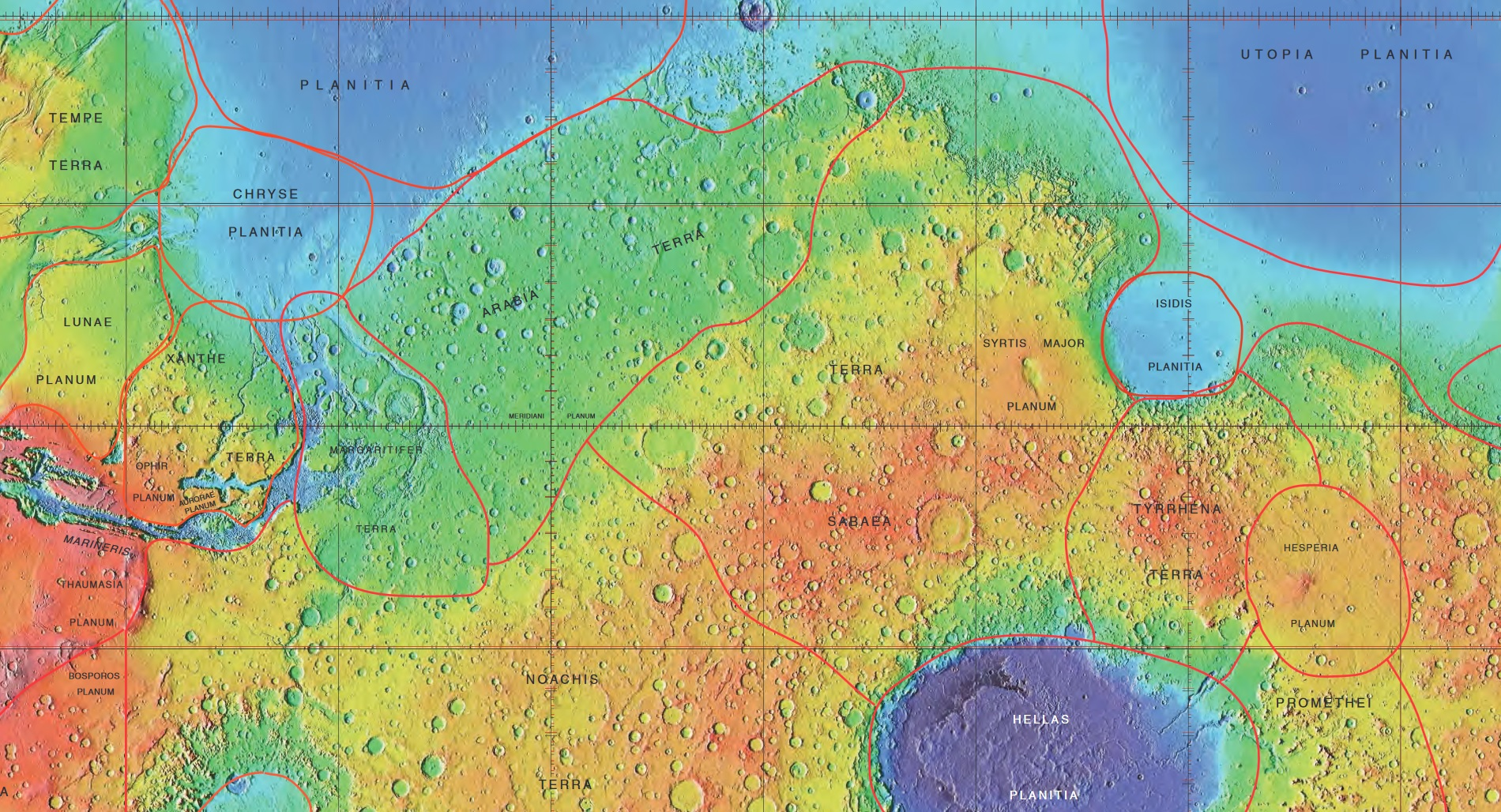
Marsi térkép, a Terra Sabaea középen látható

A Terra Sabaea a Mars egyik nagy régiója, legszélesebb pontján átmérője 4700 kilométer. 1979-ben nevezték el, jelentése Szabá öble. A Tyrrhena Terra, a Hellas Planitia, a Noachis Terra, az Arabia Terra, az Utopia Planitia és az Isidis Planitia elnevezésű területek veszik körbe.

## Gleccserek
Egyes helyeken a régióban találhatók a földi gleccserekhez hasonló képződmények. Ezek közül több is teljesen úgy néz ki, mintha az összes jég kiürült volna területéről. Az nem biztos, hogy a képződmények mozognak-e, így a gleccserhez hasonló képződmény elnevezést használják rájuk.
- A HiRISE felvétele
- Gleccser-maradványok